# Maggie Wheeler

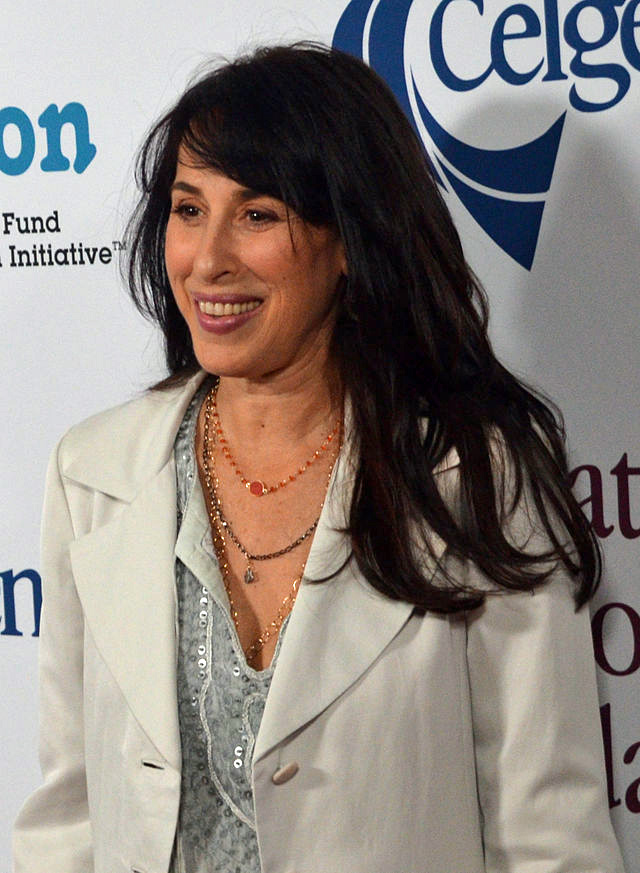
Maggie Wheeler (2013)

Maggie Wheeler (* 7. August 1961 in New York City, New York als Maggie Jakobson) ist eine US-amerikanische Schauspielerin. Bekannt wurde sie als Nebendarstellerin verschiedener Sitcoms.

## Karriere
Es gibt das Gerücht, Maggie Wheeler habe 1993 für die Rolle der Monica Geller in der späteren Erfolgsserie Friends vorgesprochen, dies wurde aber von ihr dementiert. Sie spielte jedoch den wiederkehrenden Charakter Janice. Zu Beginn der ersten Staffel noch Chandlers Freundin taucht sie – aus oft wahnwitzigen Gründen – in jeder der zehn Staffeln mindestens einmal als Überraschungsgast auf. Die nasale Stimme, mit der sie in dieser Rolle bekannt wurde, entspricht nicht ihrer normalen Sprechstimme.
In der Sitcom Ellen spielte sie in der ersten Staffel einen der Hauptcharaktere, Anita, eine enge Freundin der Protagonistin. In der Mitte der ersten Staffel verschwindet Anita aus der Serie, ohne dass dies erklärt wird, womit Maggie Wheeler aus der Serie ausschied.
Mitte der 90er Jahre sprach sie für die Rolle der Debra Barone in der Sitcom Alle lieben Raymond vor. Obwohl sie die Favoritin des Produzenten war, entschied der Fernsehsender CBS, dass Patricia Heaton die Rolle bekommen solle. Dennoch tauchte Wheeler in der Serie wiederholt als Debras Freundin Linda auf.
Maggie Wheeler hatte Gastauftritte bei vielen weiteren Fernsehserien, darunter auch bei Seinfeld, ebenfalls eine Sitcom, Akte X und Emergency Room. 2005 spielte sie neben David DeLuise in der Pilotfolge der NBC-Produktion The Sperm Donor. In Barbie in Schwanensee verlieh sie in der englischen Originalfassung Odile ihre Stimme.

## Privates
Maggie Wheeler hatte eine Beziehung mit dem durch Akte X bekannt gewordenen Schauspieler David Duchovny, bevor dieser Téa Leoni heiratete. Sie wirkte 2013 in 5 Folgen der Serie Californication mit, in der Duchovny die Hauptrolle spielte.

## Filmografie (Auswahl)
Filme
- 1982: Soup for One
- 1983: Portfolio
- 1989: New Year’s Day
- 1990: Mortal Sins
- 1993: Sexual Healing
- 1998: Ein Zwilling kommt selten allein (The Parent Trap)
- 2003: Barbie in Schwanensee (Barbie of Swan Lake, Stimme von Odile)
- 2015: Mermaids – Meerjungfrauen in Gefahr (The3Tails Movie: A Mermaid Adventure)

Fernsehserien
- 1990: L.A. Law – Staranwälte, Tricks, Prozesse (L.A. Law, eine Folge)
- 1991: Dream On (eine Folge)
- 1992: Civil Wars (eine Folge)
- 1992: Doogie Howser, M.D. (2 Folgen)
- 1992: Seinfeld (eine Folge)
- 1993: Danger Theatre (eine Folge)
- 1994: Akte X – Die unheimlichen Fälle des FBI (The X-Files, eine Folge)
- 1994–1996: Ellen (13 Folgen)
- 1994–2004: Friends (19 Folgen)
- 1995: Pride & Joy (eine Folge)
- 1996: Alle lieben Raymond (Everybody Loves Raymond, 12 Folgen)
- 1998: The Love Boat: The Next Wave (eine Folge)
- 1998: Batman: The Animated Series (eine Folge, Stimme von Fake Harley)
- 2001: Jack & Jill (2 Folgen)
- 2002: Die Liga der Gerechten (2 Folgen, Stimme von Antiope)
- 2002: Will & Grace (eine Folge)
- 2006: Drake & Josh (eine Folge)
- 2007: How I Met Your Mother (Staffel 3, Folge 7)
- 2009–2020: Archer (Stimme von Trinette McGoon)
- 2011: Lass es, Larry! (Staffel 8, Episode 3)
- 2013: Californication (5 Folgen)
- 2018: Shameless (Staffel 8, 2 Folgen)